# Малая Бугульма
Малая Бугульма — село в Бугульминском районе Республики Татарстан России.
Административный центр Малобугульминского сельского поселения. Крупнейший сельский населённый пункт района.
Расположено на реке Бугульминский Зай у впадения в неё реки Бугульминки, вблизи восточной окраины Бугульмы в 5 км от центра города.

## История
Первым поселением в крае в 1730 году стало слобода Малая Бугульма. В 1736 году царица Анна Ивановна подписала Указ, по которому с реки Бугульминки был перемещен на освободившиеся после подавления восстания башкирские земли аул. А на её место были переведены с семьями солдаты. В 1759 году в Бугульминском уезде значится казённая слобода Малая Бугульма на реке Зее. В слободе было 85 дворов. Население села занималось ломкой камня — плитника и владело 4466 десятинами надельной земли. В селе имелось 3 водяные мельницы. На средства прихожан в 1801 году была построена церковь.8 июня 1880 года церковь сгорела. В 1886 году церковь была вновь построена. В 1892 году была открыта школа грамоты. В октябре 1901 года в селе была открыта земская школа.

## Предприятия и учреждения
ООО «Промполимерсервис», ул. Чапаева, 2б.
Малобугульминская средняя школа, Совхозная ул., 1в.
Малобугульминский сельский дом культуры, Совхозная ул., 7б.
Малобугульминский ФАП, Совхозная ул., 1.
ДОУ «Ягодка», Совхозная ул., 5.
ИП Дармохвал, Шоссейная ул., 36а.
ИП Тюрина, ул. Мелиораторов, 13.
Магазин райпо, ул. Мира, 52.

## Транспорт
Через село проходят восточный подъезд к Бугульме от Р-239 и автодорога Бугульма — Уруссу. Рядом проходят автодорога Р-239 и железнодорожная линия Инза — Ульяновск — Чишмы.

## Достопримечательности
- Памятник павшим в Великой Отечественной войне.
- родник Лампишин ключ.
- краеведческий музей средней школы.
- церковь Козьмы и Домиана.